# Монтенегро, Хургуэнс
Хургуэнс Хосафат Монтенегро Вальехо (исп. Jurguens Josafat Montenegro Vallejo; род. 13 декабря 2000 года, Пунтаренас, Коста-Рика) — коста-риканский футболист, нападающий.

## Карьера
Воспитанник клуба «Алахуэленсе», за который дебютировал в 16 лет. После нескольких аренд форвард вернулся в родную команду, в составе которой он стал чемпионом страны и побеждал в Лиге КОНКАКАФ.
После матчей за молодежную сборную страны Хургуэнс Монтенегро был приглашен в главную национальную команду Коста-Рики. Он дебютировал за нее 3 июня в полуфинальном матче Лиги наций КОНКАКАФ против Мексики (0:0, 4:5 по пенальти): на 85-й минуте форвард заменил Рандаля Леаля.

## Достижения
- Победитель Лиги КОНКАКАФ (1): 2020.
- Чемпион Коста-Рики (1): 2020/21 (Иниверно).
- Обладатель Кубка Албании (1): 2023/24.

## Семья
Летом 2020 года Монтенегро в интервью признался, что воспитывался в бедной семье. Его отец страдал алкоголизмом.